# Errina altispina
Errina altispina är en nässeldjursart som beskrevs av Stephen D. Cairns 1986. Errina altispina ingår i släktet Errina och familjen Stylasteridae. Inga underarter finns listade i Catalogue of Life.